# Creation Is Crucifixion
Creation Is Crucifixion ist eine US-amerikanische Metal-Band aus Pittsburgh, Pennsylvania, die im Jahr 1997 gegründet wurde.

## Geschichte
Die Band wurde Anfang 1997 gegründet. Nachdem sich eine feste Besetzung eingefunden hatte, unterschrieb die Band einen Vertrag bei King of the Monsters Records, worüber die EP Dethrone or Devour erschien. In den folgenden acht Monaten arbeitete die Band an ihrem Debütalbum, das 1998 unter dem Namen In_Silico bei King of the Monsters Records erschien. Im Jahr 1998 folgte über Willowtip Records eine Split-Veröffentlichung mit Fate of Icarus. Kurz darauf schloss sich über Cyberdine243 Records eine zweite Split-Veröffentlichung mit Suicide Nation an. Durch diese Veröffentlichungen erreichte Band die Möglichkeit für mehrere Touren: Die erste Tour fand im Sommer 1998 über einen Monat lang statt, bevor im Winter 1998/1999 eine zweite Tour mit Fate of Icarus folgte. Danach schrieb die Band an Material für eine Split-Veröffentlichung zusammen mit Unruh, die ebenfalls bei Willowtip Records erschien. Außerdem erschien 1999 die EP Automata bei Cyberdine243 Records. Im Sommer 2000 folgte eine einmonatige US-Tournee. Im selben Jahr nahm die Band außerdem die Lieder ihrer drei bisher erschienen Split-Veröffentlichungen wieder auf, um diese Anfang 2001 bei Willowtip Records als EP zu veröffentlichen. Im selben Jahr beendete die Band außerdem eine einmonatige Wintertournee durch die USA, woraufhin im Mai 2001 die ersten Auftritte in Europa folgten. In Deutschland nahm die Band dann die EP Child as Audience auf, die über ihr eigenes Label Hactivist Media erschien. Danach verlegte die Band ihren Sitz nach San Francisco, ehe im August 2001 das Album Destructivist erschien. Im September folgte eine fünfmonatige Tour, davon zwei in Europa. Danach arbeitete die Band an weiteren Liedern. Momentan befindet sie sich in einer Pause, wobei Schlagzeuger Laughlin auch zeitweise bei Cattle Decapitation tätig war.

## Diskografie
- Dethrone or Devour (EP, 1998, King of the Monsters Records)
- Descent from Heaven (EP, 1998, Eigenveröffentlichung)
- In_Silico (Album, 1998, King of the Monsters Records)
- Creation Is Crucifixion / Fate of Icarus (Split mit Fate of Icarus, 1998, Willowtip Records)
- Suicide Nation / Creation is Crucifixion (Split mit Suicide Nation, 1999, Cyberdine243 Records)
- Battle to the Death (Split mit Unruh, 1999, Willowtip Records)
- Automata (EP, 1999, Cyberdine243 Records)
- Euro Tour EP (EP, 2000, Willowtip Records)
- Splits Collection (EP, 2001, Willowtip Records)
- Child as Audience (EP, 2001, Hactivist Media)
- Destructivist (Album, 2001, Hactivist Media)
- Laboratory Series Volume 1 (Split mit UUM, 2001, Hactivist Media)
- Broadcast No.1 (Live-Album, 2001, Hactivist Media)